# K.K. Partizan 2010-2011
Questa pagina raccoglie le informazioni riguardanti il Košarkaški klub Partizan nelle competizioni ufficiali della stagione 2010-2011.

## Roster
| N° | Naz.                   | Ruolo | Sportivo             |  | Alt. |  |
| -- | ---------------------- | ----- | -------------------- |  | ---- |  |
| 5  | Stati Uniti (bandiera) | P     | Curtis Jerrells      |  | 185  |  |
| 7  | Serbia (bandiera)      | G     | Dušan Kecman         |  | 198  |  |
| 8  | Slovenia (bandiera)    | G     | Jaka Klobučar        |  | 198  |  |
| 10 | Serbia (bandiera)      | G     | Nemanja Jaramaz      |  | 201  |  |
| 11 | Serbia (bandiera)      | A     | Vladimir Lučić       |  | 202  |  |
| 12 | Serbia (bandiera)      | GA    | Dragan Milosavljević |  | 198  |  |
| 13 | Serbia (bandiera)      | G     | Bogdan Bogdanović    |  | 198  |  |
| 14 | Serbia (bandiera)      | AC    | Raško Katić          |  | 208  |  |
| 15 | Australia (bandiera)   | C     | Nathan Jawai         |  | 208  |  |
| 18 | Serbia (bandiera)      | C     | Nemanja Bešović      |  | 219  |  |
| 20 | Serbia (bandiera)      | G     | Petar Božić          |  | 197  |  |
| 21 | Stati Uniti (bandiera) | AG    | James Gist           |  | 206  |  |
| 24 | Rep. Ceca (bandiera)   | AG    | Jan Veselý           |  | 211  |  |
| 31 | Serbia (bandiera)      | AG    | Branislav Đekić      |  | 207  |  |
|    | Serbia (bandiera)      | All.  | Vlada Jovanović      |  |      |  |